# Beekmantown (Nueva York)
Beekmantown es un municipio del condado de Clinton, estado de Nueva York, Estados Unidos. Tiene una población estimada, a mediados de 2023, de 5414 habitantes.

## Geografía
Está ubicado en las coordenadas 44°47′17″N 73°30′10″O / 44.78806, -73.50278 (44.788174, -73.502904).

## Demografía
Según la estimación 2018-2022 de la Oficina del Censo, los ingresos medios de los hogares son de $81,831 y los ingresos medios de las familias son de $88,446. Los ingresos per cápita en los últimos doce meses, medidos en dólares de 2022, son de $38,990. Alrededor del 8.6% de la población está por debajo de la línea de pobreza.